# Фрідріхсгайн-Кройцберг

Фрідріксгайн-Кройцберг — найменший із 12 адміністративних районів Берліна, але водночас з площею 20,2 км² та 276.996 мешканців (станом на 30 грудня 2015 р.) — найбільш густонаселений і «наймолодший» за середнім віком населення. Завдяки цьому, як також і центральному положенню району та традиційно строкатому в культурному та національному плані населенню район відомий численними неформальними рухами та нічними закладами.

Адміністративний район виник в ході реформи міського управління 2001 року як результат злиття східноберлінського району Фрідріхсгайн (Friedrichshain) та західноберлінського району Кройцберг (Kreuzberg). Обидва мікрорайони географічно чітко розділені між собою річкою Шпреє і з'єднані мостом Обербаумбрюкке (Oberbaumbrücke), по якому проходить також 1-а лінія метро.